# Doble fecundació
En botànica, la doble fecundació és la forma típica de fecundació en les angiospermes i és el procés pel qual un dels nuclis generatius del gametòfit masculí (gra de pol·len) es fusiona amb l'oósfera per donar el zigot (diploide), i l'altre nucli generatiu s'uneix amb els nuclis polars de la cèl·lula central del sac embrionari per donar origen al nucli triploide a partir del qual es desenvoluparà l'endosperma. En les angiospermes el gametòfit femení o sac embrionari està format, en general, per 8 nuclis haploides distribuïts entre 7 cèl·lules. La cèl·lula central del sac embrionari és la que conté dos nuclis, els anomenats nuclis polars. La cèl·lula generativa del sac embrionari és l'oosfera o ovocèl·lula. El gametòfit masculí, en canvi, està format en el moment de la pol·linització, per tres nuclis: un nucli vegetatiu i dos nuclis generatius.
A causa de les dues fusions de nuclis, es parla de doble fecundació. El zigot formarà l'embrió després de successives divisions mitòtiques i l'endosperma serà el teixit nutrici encarregat de suportar el creixement inicial de l'embrió. Tots dos, l'embrió i l'endosperma, formen la llavor que donarà origen a una nova planta.
La doble fecundació va ser descoberta pel botànic rus Sergey Gavrilovich Navashin, que treballava en aquest moment al Jardí botànic de la Universitat de Kíiv (Ucraïna) l'any 1898. Fins fa poc es creia que el fenomen de doble fecundació era exclusiu de les angiospermes, però recentment s'ha trobat doble fecundació a Ephedra i en Gnetum, ambdues gimnospermes. En no ser parents propers de les angiospermes, s'ha hipotetitzat que la doble fecundació va aparèixer de manera independent en els dos grups.